# Бей-оф-Пленті
Бей-оф-Пленті (англ. Bay of Plenty — затока достатку, маор. Te Moana-a-Toi) — один з шістнадцяти регіонів Нової Зеландії, розташований у північнній частині Північного острова. Адміністративний центр — місто Вакатан, найбільше місто — Тауранга з населенням 117 600 людей. Населення регіону становить 278 100 осіб, площа — 24 692 км², щільність 22.32 особи/км². Регіон отримав назву на честь затоки Плент. До складу регіону входить майже сім округів (територіальних управлінь), з них два округи частково входять також до інших регіонів.

## Економіка
На кінець 1-го кварталу 2013-го року регіону Бей-оф-Пленті за рівнем ВВП посідав п'яте місце в країні. Його ВВП 11.2 млрд $ (5.3 % загальнодержавного). ВВП на душу населення суттєво нижчий середньо-новозеландського: 40 236 $ (трохи більше 400 тис ₴/рік) проти 47 532 $ по Новій Зеландії. 
З 2007 року ВВП регіону зріс на 25.3 %, в середньому по державі — 24.5 %. 

## Населення

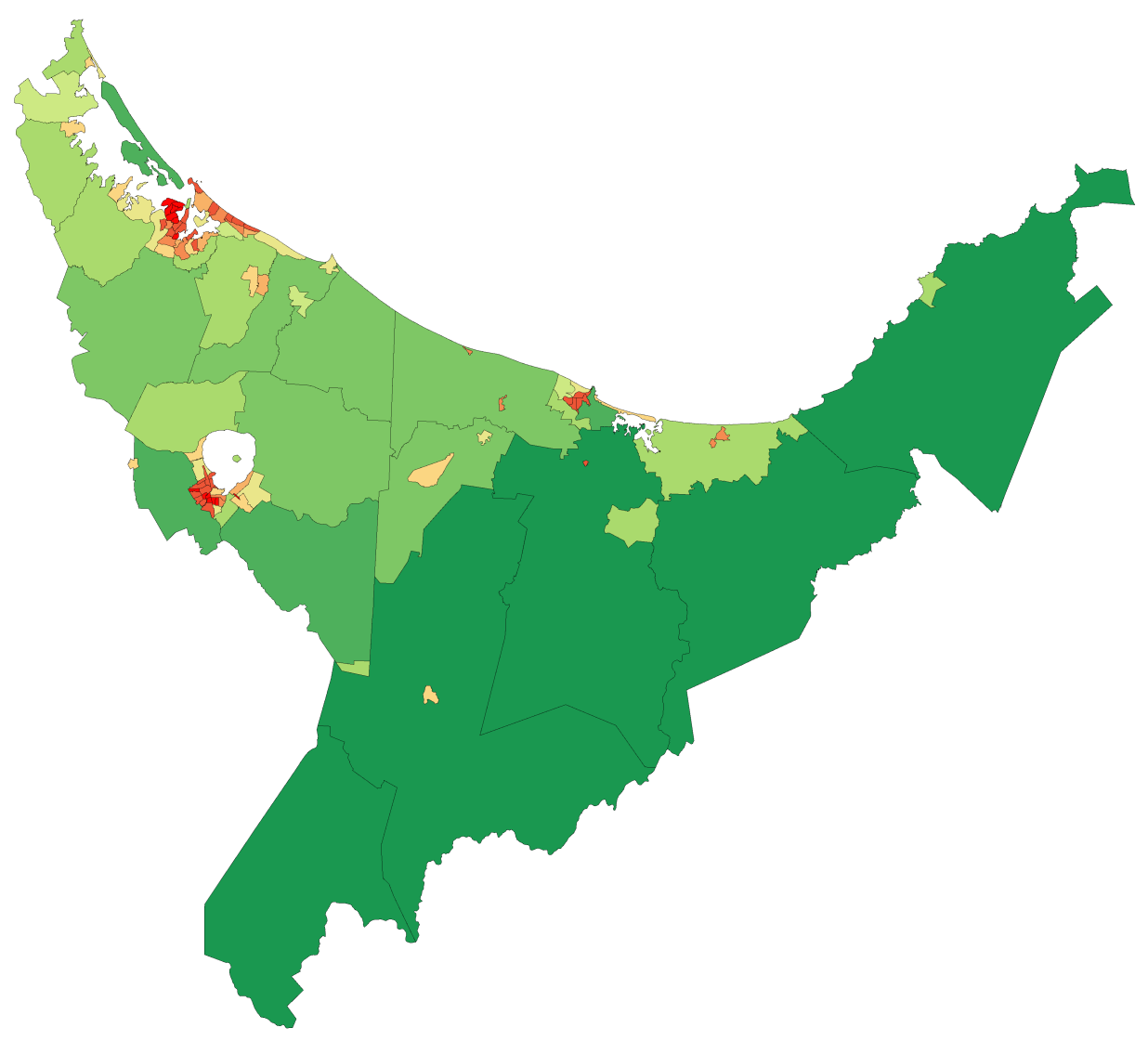
Щільність населення ^{(перепис 2006)}

Станом на середину 2013 населення Бей-оф-Пленті становить 278 100 (6.22 % населення Нової Зеландії). Регіон є п'ятим за чисельністю та четвертим за щільністю населення в державі. Середня щільність 22.32 осіб/км². 
24.7
Значна частка населення 42.3 % (117 600) мешкає в найбільшому місті регіону Тауранга, в місті Роторуа 24.7 % (68 600). Ще 12.3 % (34 200 осіб)сконцентровано в адміністративному центрі — Уакатане. 
Впродовж років регіон має стабільну позитивну динаміку приросту населення, середній приріст за останні сім років (2006—2013) близько 1,828 осіб (+0.64 %) щороку, з них 1757 природного приросту та 71 міграційного приросту. 
Для мешканців регіону, як і для більшості землян характерне старіння населення, середній вік постійно зростає та становить 40.1 роки (сер.2013), у 2006 становив 37.7 років. Віковий розподіл: 0-14 років — 21.1 %, 15-39 — 28.7 %, 40-64 — 32.6 % , 65+ — 17.6 %. 